# Motorola Moto G8
Il Motorola Moto G8, conosciuto anche come moto g8, è una famiglia di smartphone Android sviluppato da Motorola Mobility insieme a Lenovo, presentato nell'ottobre 2019, disponibile in cinque varianti.
Il G8 Plus e Play sono stati i primi ad essere presentati a ottobre 2019. In seguito è arrivato il G8 Power che è stato presentato a febbraio 2020, seguito dal G8 a marzo 2020. Infine è stato presentato il G8 Power Lite ad aprile 2020.